# .asia
.asia — общий домен верхнего уровня, предназначенный для интернет-компаний и организаций азиатского региона. Регистрация возможна только для резидентов азиатских стран.

## Идея создания зоны
Впервые идея создания доменной зоны .asia возникла в 2000 году, но на согласование всех процедур ушло несколько лет. Больше всего возражений было со стороны правительств азиатских государств, которые весьма настороженно отнеслись к возможности появления транснациональной доменной зоны, не зависящей от национальных правительств. Даже общеевропейская зона .eu, официально запущенная в 2006 году, работает при структурах Европейского союза. В Азии же, где интеграционные процессы находятся на значительно более низком уровне, подходящей наднациональной структуры просто не существует.
В конце концов было принято решение создать организацию, в консультационный совет которой входили бы представители доменных зон стран региона. Все доходы от проекта за вычетом операционных расходов должны пойти на развитие телекоммуникационной индустрии в странах Азии — сокращение технологического разрыва между бедными и богатыми странами, образовательные программы в области высоких технологий. Особое внимание будет уделяться паназиатским проектам.